# Roy (Fire Emblem)
Pour les articles homonymes, voir Roy.
Roy (ロイ, Roy) est le personnage principal du sixième jeu de la série Fire Emblem, Fire Emblem: The Binding Blade, sorti exclusivement au Japon en 2002 sur Game Boy Advance. Il est le fils d'Eliwood, le marquis de Pherae et l'un des protagonistes de l'épisode suivant, la préquelle Fire Emblem: The Blazing Blade, distribuée en Occident sous le simple nom de Fire Emblem.
Cependant, en raison du report du jeu, la première apparition du personnage fut dans Super Smash Bros. Melee sur Gamecube en 2001. Sa présence, ainsi que celle de Marth, protagoniste de Fire Emblem: Shadow Dragon & the Blade of Light et Fire Emblem: Mystery of the Emblem (et leurs remakes), a confirmé l'intérêt des joueurs occidentaux pour la série et incité le développeur Intelligent Systems et l'éditeur Nintendo à exporter la franchise hors des frontières nippones, bien que le jeu d'origine de Roy ne bénéficiera jamais de cette faveur.
Malgré cela, sa présence dans la série Super Smash Bros. et dans certains jeux Fire Emblem ultérieurs de manière plus mineure ont permis au personnage d'acquérir une certaine notoriété.

## Apparence
Roy est un jeune homme de quinze ans, de taille moyenne. Ses couleurs dominantes sous le rouge ; que l'on retrouve sur l'intérieur de sa cape et bien sur par sa chevelure ; le bleu, que l'on retrouve sur ses vêtements et pièces d'armure au niveau du torse et des épaules, l'extérieur de sa cape, ses gants, ses bottes, ses yeux et son serre-tête orné d'or ; et enfin le blanc sur son pantalon. Il est généralement représenté maniant la Lame du Sceau, une épée légendaire à la poignée ornée d'or et d'un joyau rouge, l'Emblème du Feu.

## Personnalité
Roy est un commandant compétent. Malgré son jeune âge, il parvient à diriger une armée de plus en plus grande et à gagner la confiance des gens partout où il va. Idéaliste et loyal, il s'engage à protéger ceux qui en ont besoin et à se battre pour les bonnes causes, même si cela implique de se battre contre d'anciennes connaissances. Empathique, il comprend également les désirs et les raisons des gens, et estime qu'une victoire obtenue en sacrifiant des soldats n'est pas une vraie victoire. Bien que ses chevaliers tentent de l'éloigner des lignes de front, Roy s'y refuse, affirmant que la seule façon de comprendre les gens et de se battre pour eux est de vivre leurs difficultés.
Ses conversations avec ses amis Wolt et Lilina révèlent cependant une autre facette de lui. Selon Lilina, Roy est quelque peu maladroit. Il a tendance à douter de ses compétences, se fiant beaucoup à l'expérience et au soutien du paladin vétéran Marcus et de son conseiller Merlinus, et d'après ce que l'on voit dans ses conversations avec la cavalière pégase Shanna, il a du mal à garder le moral.
Roy accorde une grande importance à l'amitié et à la famille. Il ne se soucie guère du statut social des autres, et considère notamment Wolt comme un frère et non comme un vassal. Il est resté proche de Cecilia, son ancienne enseignante, et Lilina, son amie d'enfance, mais sait se montrer amical avec de nombreuses personnes. Il n'est pas très doué avec les femmes, et il est particulièrement troublé par l'audace de la danseuse Larum en particulier.
De manière générale, Roy fait preuve d'un grand humanisme, et fait en cela figure d'opposition frontale à son ennemi Zephiel, le roi de Biran. Alors que Zephiel, désabusé par le comportement de l'humanité qu'il perçoit comme une espèce décadante et indigne souhaite mettre un terme à sa civilisation pour accorder le monde aux dragons, espèce qu'il juge plus intelligente, Roy trouve foi en l'humanité dans les rencontres qu'il fait au cours de ses aventures, et veut prouver que la paix et la coopération entre les hommes mais aussi avec les dragons est possible.

## Apparitions

### Synthèse
| Année | Jeu                                            | Plateforme          | Jouable | Notes                                                    |
| ----- | ---------------------------------------------- | ------------------- | ------- | -------------------------------------------------------- |
| 2001  | Super Smash Bros. Melee                        | Gamecube            | Oui     |                                                          |
| 2002  | Fire Emblem: The Binding Blade                 | Game Boy Advance    | Oui     |                                                          |
| 2003  | Fire Emblem: The Blazing Blade                 | Game Boy Advance    | Non     | Caméo (versions japonaise et nord-américaine uniquement) |
| 2012  | Fire Emblem: Awakening                         | Nintendo 3DS        | Oui     | Fonctionnalités Spotpass / DLC uniquement                |
| 2015  | Super Smash Bros. for Nintendo 3DS / for Wii U | Nintendo 3DS, Wii U | Oui     | DLC uniquement                                           |
| 2017  | Fire Emblem Heroes                             | iOS, Android        | Oui     |                                                          |
| 2017  | Fire Emblem Echoes: Shadows of Valentia        | Nintendo 3DS        | Non     | Illusion (Amiibo uniquement)                             |
| 2018  | Super Smash Bros. Ultimate                     | Nintendo Switch     | Oui     |                                                          |
| 2023  | Fire Emblem Engage                             | Nintendo Switch     | Oui     | Emblème uniquement                                       |

### Dans la sérieFire Emblem
Roy apparaît tout d'abord dans Fire Emblem; The Binding Blade. Il est le fils d'Eliwood, le marquis de Pherae, un des territoires de la Fédération de Lycia. À l'instar de son père, il est épris de paix et de justice, mais sait également se montrer rusé. En tant qu'héritier, Roy reçoit une éducation exemplaire de la part du général magicien Cecilia et est entraîné au combat par le paladin Marcus, un vétéran de guerre et chevalier loyal d'Eliwood depuis des décennies. Au début de l'histoire, le pays est attaqué par le royaume voisin de Biran, mais malade, Eliwood ne peut prendre part au combat. Il demande donc à Roy de diriger l'armée de Pherae au cours du conflit, avec l'aide du conseiller Merlinus. Roy doit rapidement faire face à la mort d'Hector, le marquis d'Ositia et père de son amie d'enfance Lilina, mortellement blessé au combat. Au fil de l'histoire, son armée s'accroît à mesure que ses responsabilités augmentent : d'abord le commandant des chevaliers de Pherae, il devient bientôt celui de l'ensemble des forces de la Fédération de Lycia, puis général de l'armée d'Etruria lorsque les armées des deux pays fusionnent. Roy parcourt le continent pour y repousser les forces de Biran et ses alliés, et collecter les armes légendaires des huit anciens héros du continent. Au cours de ses péripéties, il rencontre Guinivere, la sœur de Zephiel, le roi de Biran, qui s'oppose à ce conflit. Parvenu enfin sur le territoire de Biran, Roy parvient grâce à l'Emblème du Feu détenu par Guinivere à desceller la légendaire Lame du Sceau, une épée pourfendeuse de dragons. Il découvre aussi les motivations de Zephiel : rendre le monde aux dragons, qu'il estime être une espèce supérieure. Ne pouvant se résigner à l'extinction de l'humanité, Roy affronte et vainc Zephiel, mais le plan de ce dernier est déjà en marche, grâce au pouvoir dragon démon Idunn capable d'invoquer d'autres dragons. Roy apprend cependant qu'Idunn n'a pas choisi ce destin et que son âme a dû être détruite pour en faire la créature qu'elle est devenue. Dans un ultime acte de magnanimité, Roy épargne Idunn après l'avoir vaincu et lui laisse l'opportunité de reconstruire son âme petit à petit. Après la fin de la guerre, Roy assiste au couronnement de Guinivere, puis retourne à Pherae, où il succède à son père. Si Lilina a survécu à la partie et que les deux ont atteint le niveau de soutien maximal, ils se marient, et l'union du nouveau marquis de Pherae et de la nouvelle marquise d'Ositia permet d'unir Lycia en un unique royaume.
Roy est présent dans chaque chapitre du jeu, et il est toujours obligatoire de capturer l'objectif de la mission, généralement la porte d'un château ou un trône, avec lui. Le jeu se termine s'il meurt. Il peut avoir des conversations de soutien avec plusieurs autres unités jouables, et il est la seule unité qui peut utiliser les rapières et la Lame du Sceau, une arme puissante capable de terrasser les dragons.
Par la suite, Roy fait un caméo dans l'épilogue de la version japonaise et nord-américaine de la préquelle Fire Emblem: The Blazing Blade, où on le découvre lui et Lilina enfants pendant leur première rencontre, sous le regard de leurs pères respectifs Eliwood et Hector. La scène fait le lien entre les deux jeux. Les raisons pour lesquelles elle a été retirée de la version européenne ne sont pas connues : une hypothèse concevable est qu'Intelligent Systems et Nintendo aient pendant un temps envisagé de publier The Binding Blade en Occident après The Blazing Blade, avant de changer d'avis durant les huit mois ayant séparé les sorties nord-américaine et européenne en raison de la quantité de travail déjà représentée par les localisations de Fire Emblem: The Sacred Stones et Fire Emblem: Path of Radiance à venir. La présence de cette scène devenant donc inutile voire pouvant porter à confusion, elle aurait donc été retirée.
Roy fait une nouvelle apparition dans Fire Emblem: Awakening, où il peut être téléchargé par Spotpass ou par DLC.
Roy apparaît à plusieurs reprises dans le jeu mobile Fire Emblem Heroes, un cross-over entre tous les épisodes de la franchise.
Dans Fire Emblem Echoes: Shadows of Valentia, il est possible en utilisant un Amiibo à son effigie d'invoquer une illusion fantomatique de Roy le temps d'une bataille.
Enfin, il est apparu dans Fire Emblem Engage sous forme d'Emblème, c'est-à-dire pouvant être invoqué par une unité pour bénéficier de certaines de ses aptitudes.

### Dans la sérieSuper Smash Bros.
Avec Marth, Roy apparut dans le jeu GameCube Super Smash Bros. Melee avant même que The Binding Blade ne soit sorti. C'est un clone de Marth, et il est possible de le débloquer en terminant le mode classique ou aventure avec ce dernier sans utiliser de continue, ou bien en participant à 900 matchs en mode Melee.
Toutefois, il n'est pas présent dans Super Smash Bros. Brawl sur Wii, suite de Super Smash Bros. Melee, où il est remplacé par Ike. Il existe des données partielles de lui dans le code du jeu, mais il ne fut vraisemblablement pas terminé à temps, ou alors abandonné en cours de développement.
Roy est à nouveau jouable dans Super Smash Bros. for Nintendo 3DS / for Wii U avec le contenu téléchargeable payant sorti le 14 juin 2015, ainsi que dans le dernier opus Super Smash Bros. Ultimate dès la sortie du jeu le 7 décembre 2018.

## Création et évolution
Roy trouve ses origines dans le projet avorté de jeu Fire Emblem pour la Nintendo 64, Fire Emblem: Ankoku no Miko, dont il aurait dû être le protagoniste principal. Il était alors désigné sous le nom de "Ike", nom abandonné puis finalement réutilisé plus tard pour le protagoniste de Fire Emblem: Path of Radiance et Fire Emblem: Radiant Dawn. Le projet fut abandonné et retravaillé pour devenir The Binding Blade pour la Game Boy Advance. Peu d'informations sur le contenu du jeu sont connues, mais Roy fait partie des quelques éléments ayant pu être transposé d'un jeu à l'autre.
Le character design et l'illustration de Roy pour The Binding Blade est réalisée par Eiji Kaneda, tandis que son portrait en jeu est l'œuvre de Sachiko Wada. Ce design a été retravaillé jusqu'à assez tard dans le développement, puisqu'il était représenté dans la communication commerciale du jeu jusqu'en 2001 avec des traits plus jeunes et énergiques, qui ont influencé son apparence et sa personnalité dans Super Smash Bros. Melee assez éloignée de son apparition dans le produit fini.
Il est illustré par Kimihiko Fujisaka pour son apparition dans Awakening, puis est passé entre les mains de nombreux artistes dans Heroes.
En ce qui concerne le doublage, son doubleur japonais depuis ses débuts dans Super Smash Bros. Melee est Jun Fukuyama. Il double également Roy dans les versions internationales de Melee et de Super Smash Bros. for Nintendo 3DS / for Wii U. À partir de la sortie de Fire Emblem Heroes en 2017, il est doublé en anglais par le comédien Ray Chase dans toutes ses apparitions, y compris Super Smash Bros. Ultimate.